# 新站站 (咸镜北道)
新站站（韓語：신참역）是朝鮮民主主義人民共和國咸镜北道茂山郡的一個鐵路車站，属于茂山线。

## 邻近车站
茂山线
金佩站 - 新站站 - 西丰山站